# جماهیر خودمختار اتحاد شوروی
یک جمهوری خودمختار شورایی سوسیالیستی (روسی: автономная советская социалистическая республика، АССР) نوعی واحد اداری در اتحاد جماهیر شوروی سوسیالیستی بود که برای کشورهای خاصی ایجاد شد. جمهورهی‌های خودمختارها جایگاهی پایین‌تر از جمهوری‌های اتحادیه ای تشکیل دهنده اتحاد جماهیر شوروی داشتند، اما بالاتر از استان‌های خودمختار و ناحیه‌های خودگردان بودند.
به عنوان مثال، در جمهوری فدراتیو سوسیالیستی روسیه شوروی، روسای دولت خودمختار رسماً اعضای دولت جمهوری روسیه بودند. بر خلاف جمهوری‌های اتحادیه، جمهوری‌های خودمختار تنها زمانی حق داشتند که خود را از اتحادیه جدا کنند که جمهوری اتحادیه‌ای حاوی آنها این کار را انجام می‌داد، و همچنین این حق را داشتند که جدا از آنها در اتحادیه بمانند. سطح استقلال سیاسی، اداری و فرهنگی که آنها از آن برخوردار بودند با گذشت زمان متفاوت بود - در دهه 1920 (Korenizatsiya)، دهه ۱۹۵۰ پس از مرگ ژوزف استالین، و در عصر برژنف بسیار مهم بود.

## آذربایجان شوروی
- جمهوری خودمختار نخجوان شوروی، اکنون جمهوری خودمختار نخجوان

## گرجستان شوروی
- جمهوری خودمختار آبخاز، اکنون آبخاز
- جمهوری سوسیالیستی خودمختار آجاریا، اکنون آجارا

## روسیه شوروی
قانون اساسی روسیه شوروی در سال ۱۹۷۸ شانزده جمهوری خودمختار را در داخل روسیه شوروی به رسمیت شناخت. وضعیت آنها از اکتبر ۲۰۰۷ در فدراسیون روسیه در پرانتز آورده شده‌است:
- جمهوری خودمختار باشقیرستان (جمهوری باشقیرستان کنونی)
- جمهوری خودمختار شوروی سوسیالیستی بوریتیا (جمهوری بوریاتیا کنونی)
- اتحاد جماهیر شوروی چچنی-اینگوش (جمهوری چچن و جمهوری اینگوشتیا کنونی)
- ASSR چوواش (جمهوری چوواش کنونی)
- داغستان ASSR (جمهوری داغستان کنونی)
- اتحاد جماهیر شوروی کاباردینو-بالکاریا (جمهوری کاباردینو-بالکاریا کنونی)
- قالمیق شوروی (جمهوری قالمیقستان کنونی)
- کارلیان ASSR (جمهوری کارلیای کنونی)
- جمهوری خودمختار کومی (جمهوری کومی کنونی)
- ماری شوشروی (اکنون ماری ال جمهوری)
- جمهوری خودمختار موردوویا (جمهوری موردووی فعلی)
- جمهوری خودمختاراوستیای شمالی (جمهوری اوستیای شمالی–آلانیا کنونی)
- ASSR تاتار (جمهوری تاتارستان کنونی)
- جمهوری خودمختار شورایی سوسیالیستی تووا (جمهوری تووا کنونی)
- جمهوری خودمختار شورایی سسوسیالیستی اودموتیا (جمهوری اودمورتیا کنونی)
- ASSR یاکوت (جمهوری ساخا (یاکوتیا) کنونی)

استان خودمختار گورنو-آلتای (جمهوری آلتای کنونی)، استان خودمختار آدیگه (جمهوری آدیگه کنونی)، استان خودمختار کاراچای-چرکس (جمهوری کراچای-چرکس کنونی) و استان خودمختار خاکاسی (جمهوری خاکاسیای فعلی) همگی به این استان تبدیل شدند. ASSR در سال ۱۹۹۱، در آخرین سال اتحاد جماهیر شوروی. فقط استان خودمختار یهودی وضعیت استان خودمختار خود را در روسیه حفظ کرد.
۷
جمهوری‌های خودمختار دیگری نیز در دوره‌های قبلی تاریخ شوروی در داخل RSFSR وجود داشتند:جمهوری خودمختار کریمه (۱۸ اکتبر ۱۹۲۱). – ۳۰ ژوئن ۱۹۴۵; اکنون جمهوری کریمه، سرزمین مورد مناقشه بین اوکراین و فدراسیون روسیه)
- قزاق ASSR (1925-1936، اکنون ایالت مستقل قزاقستان)
- اتحاد جماهیر شوروی قرقیزستان (۱۹۲۰–۱۹۲۵، قزاق اتحاد جماهیر شوروی سابق، اکنون کشور مستقل قزاقستان) شد.
- اتحاد جماهیر شوروی قرقیزستان (۱۹۲۶–۱۹۳۶، به اتحاد جماهیر شوروی قرقیزستان تبدیل شد، اکنون کشور مستقل قرقیزستان)
- جمهوری خودمختار سوسیالستی داغستان (۱۹۲۲–۱۹۲۴، به چندین جمهوری کوچکتر در قفقاز شمالی تقسیم شد)
- ترکستان اتحاد جماهیر شوروی (۱۹۱۸–۱۹۲۴، اکنون بخشی از کشورهای مستقل قزاقستان، قرقیزستان، تاجیکستان، ترکمنستان و ازبکستان)
- اتحاد جماهیر شوروی آلمان ولگا (۱۹۱۸–۱۹۴۱)

## اوکراین شوروی
- اتحاد جماهیر شوروی مولداوی (۱۹۲۴–۱۹۴۰). در سال ۱۹۴۰، همراه با سرزمینی که از رومانی ضمیمه شده بود، به SSR مولداوی (ایالت مستقل مولداوی کنونی) تبدیل شد.
- جمهوری خودمختار کریمه شوروی (۱۲ فوریه ۱۹۹۱–۱۹۹۲). استان کریمه پس از همه‌پرسی که در ۲۰ ژانویه ۱۹۹۱ برگزار شد (جمهوری کریمه فعلی، قلمرو مورد مناقشه بین اوکراین و فدراسیون روسیه) به وضعیت ASSR ارتقا یافت.

## ازبکستان
- جمهوری خودمختار قره‌پالقستان شوروی (۱۹۳۲–۱۹۹۱)، اکنون قره‌قالپاقستان
- جمهوری سوسیالیستی خودمختار شوروی تاجیکستان (۱۹۲۴–۱۹۲۹، تبدیل به تاجیکستان SSR، اکنون کشور مستقل تاجیکستان)